# Shuko Akune
Shuko Akune es una actriz de cine, televisión  y teatro  estadounidense conocida por películas y series de televisión como E/R, Come See the Paradise, Alien Nation, Cruel Intentions 2, GI Joe: The Movie, Murphy Brown y El show de Steve Harvey.
En 1988, Akune ganó los premios del Círculo de Críticos de San Diego a la Mejor Actriz de Reparto por su interpretación de una novia de guerra japonesa en la obra Tea de Velina Hasu Houston.

## Filmografía
| Año    | Título                            | Role             | Notas          |
| ------ | --------------------------------- | ---------------- | -------------- |
| 1984-5 | E/R                               | Maria Amardo     |                |
| 1985   | Trapper John, M.D.                | Maritza Agaya    |                |
| 1985   | Tab Lloyd: Investigative Reporter | Connie Sunomono  | Película de TV |
| 1985   | Brothers                          | Lin Sue          |                |
| 1986   | He's the Mayor                    | Penny            |                |
| 1986   | The Redd Foxx Show                | Mariko           |                |
| 1986   | The Wizard                        | Mya              |                |
| 1988   | Alien Nation                      | Police Secretary |                |
| 1988   | Kid Safe                          | Tina             |                |
| 1989   | Thirtysomething                   | Susan            |                |
| 1989   | Hot Prospects                     | Roxy             |                |
| 1990   | Murphy Brown                      | Ivy              |                |
| 1990   | Come See the Paradise             | Reiko Sakoda     |                |
| 1990   | Newhart                           | Sedaka           |                |
| 1991   | Empty Nest                        | Secretary        |                |
| 1991   | Fire: Trapped on the 37th Floor   | Marika           | Película de TV |
| 1992   | Nightmare in the Daylight         | Hotel Clerk      |                |
| 1994   | Blankman                          | Campaign Worker  |                |
| 1996   | Seinfeld                          | Receptionist     |                |
| 1999   | Providence                        | Focus Group Lady |                |
| 2000   | The Steve Harvey Show             | Principal Sito   |                |
| 2000   | King of the Ants                  | Meade Park       |                |

### Trabajo de voz
| Año  | Título              | Role                | Notas |
| ---- | ------------------- | ------------------- | ----- |
| 1987 | G.I. Joe: The Movie | Jinx                | Voice |
| 2007 | Stuck               | Hospital Voice Menu | Voice |